# I stilla timmar
I stilla timmar (vertaling: In de stille uurtjes) is een lied, gecomponeerd door Hugo Alfvén. Het is een toonzetting van een tekst geleverd door Jarl Hemmer. Het gaat over de rust die hem overvalt als hij wandelt in de rustige uurtjes als hij tot rust komt. Alfvén schreef het oorspronkelijk voor zangstem en piano, maar schreef later ook een versie voor zangstem en klein orkest.  
De kamermuzieksamenstelling:
- 2 dwarsfluiten, 2 hobo’s, 2 klarinetten, 2 fagotten
- 2 hoorns, 1 harpen,
- violen, altviolen, celli, contrabassen

## Discografie
- Uitgave BIS Records: Claes-Håkan Ahnsjö (zang) met Folke Alin (piano)